# Banepa
Banepa (Nepal Bhasa: भोंत) là một thị trấn nằm ở độ cao khoảng 4.800 ft trên mực nước biển, thuộc vùng Trung bộ Nepal và là đô thị nhỏ nhất của quốc gia này. Banepa là một thị trấn lịch sử, nằm cách thủ đô Kathmandu 25 km về phía Đông. Theo thống kê dân số năm 2011 của Nepal, dân cư ở Banepa là 24.764 người.

## Gallery

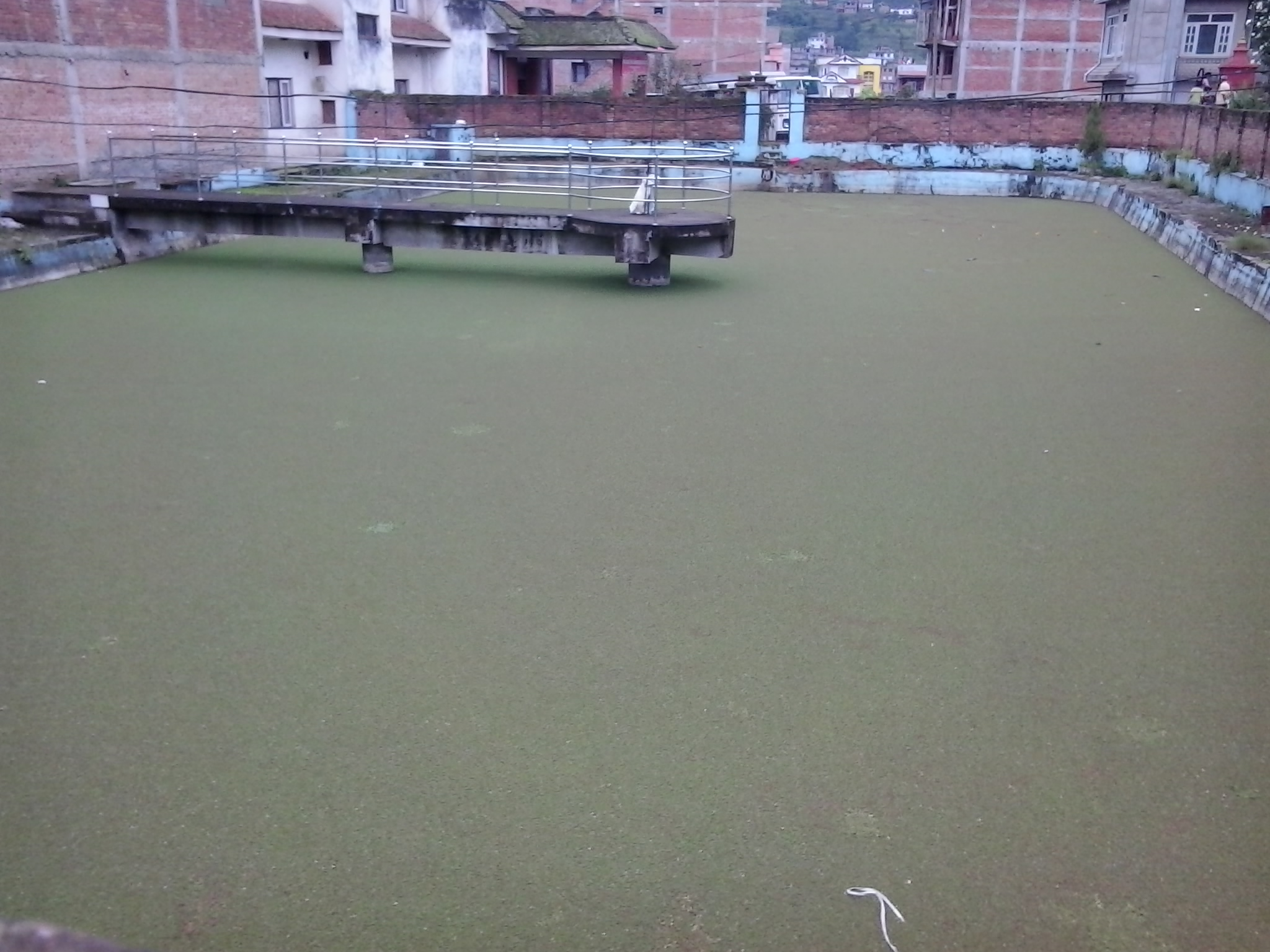
Pond of Talapukhu Ganesh Temple
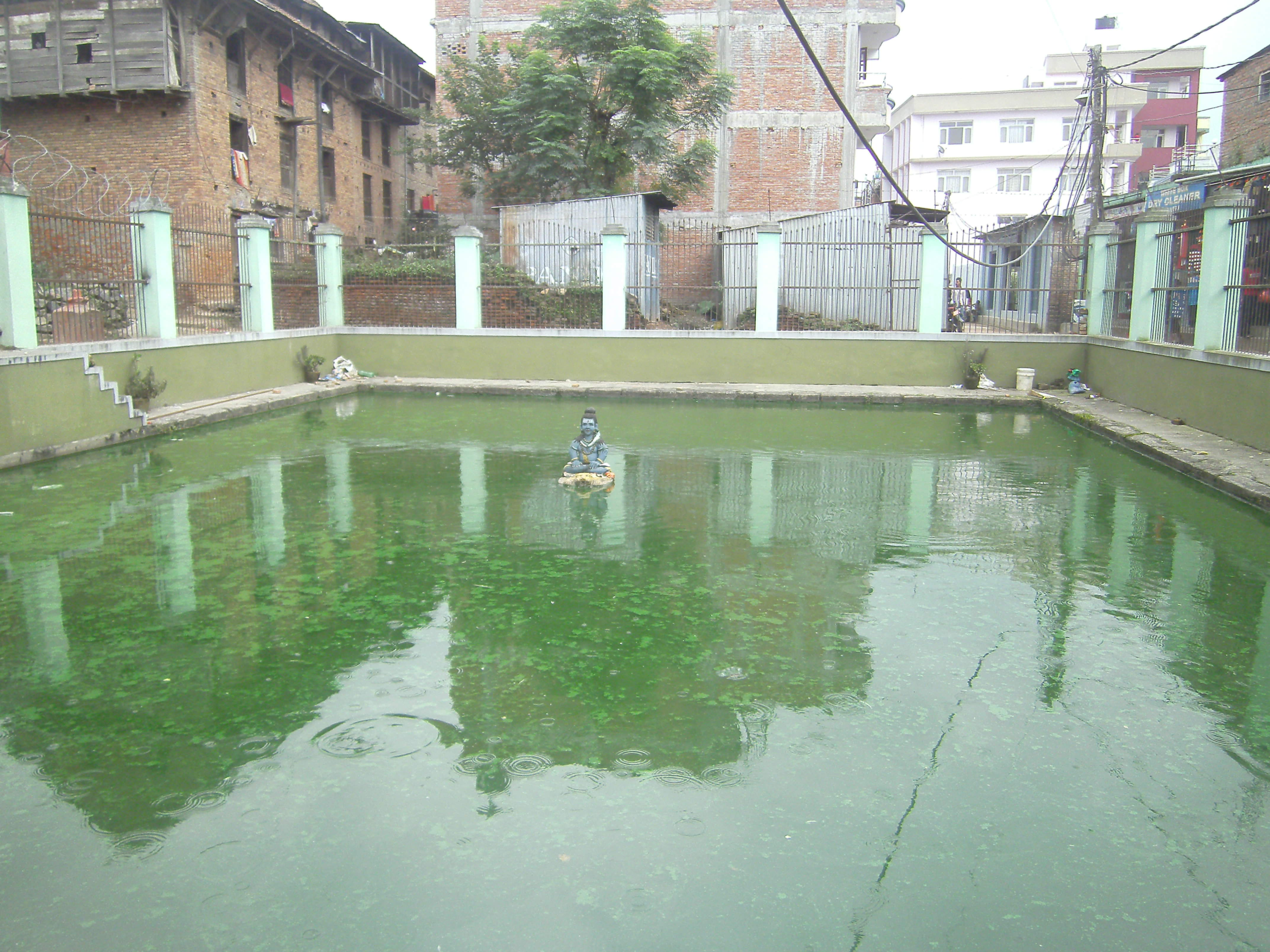
Pond of Kobha Ganesh Temple
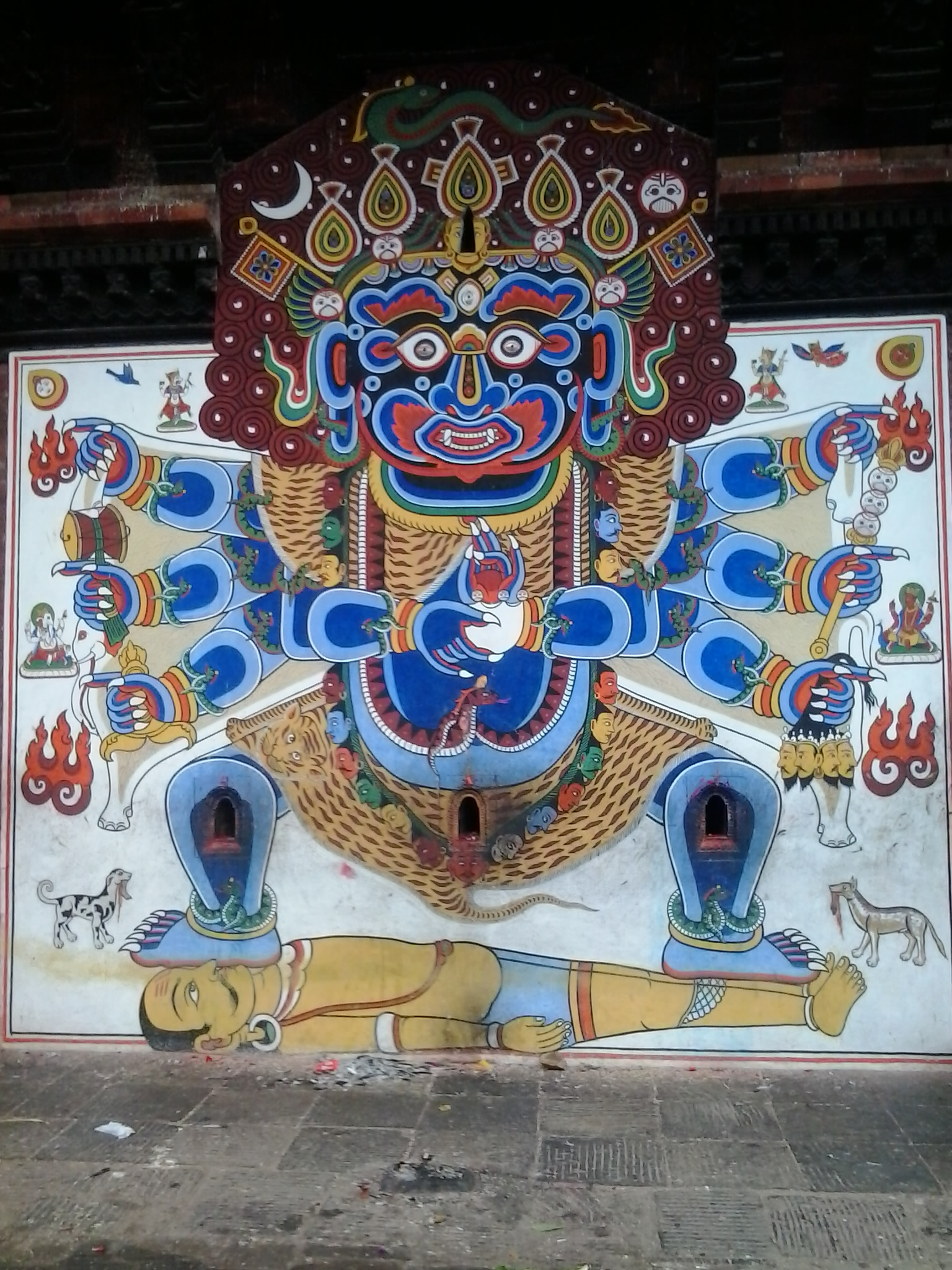
Bhairab painting of Chandeswori temple, one of the major attraction of Banepa
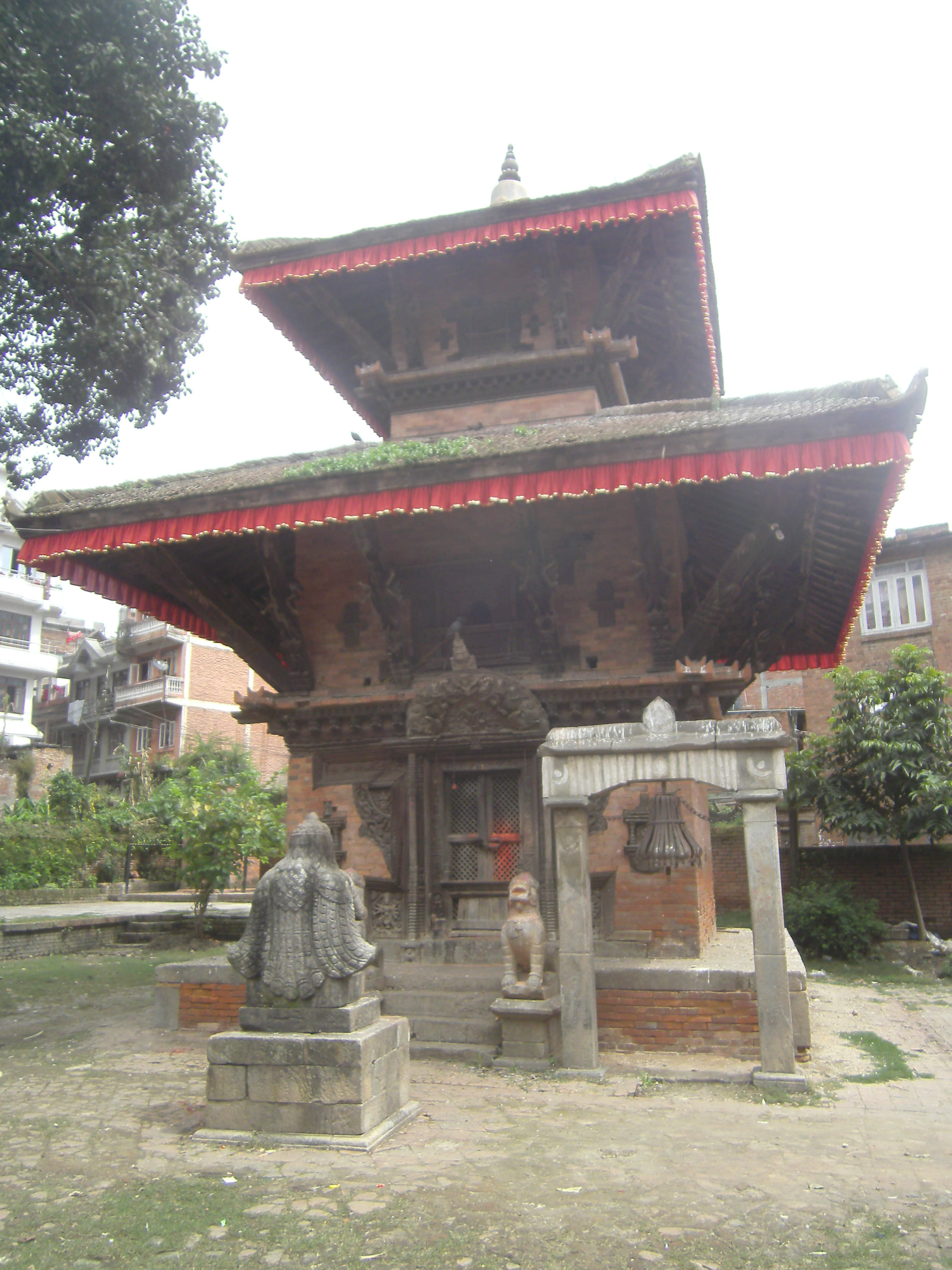
Narayanthan of Banepa, believed to be established during the reign of King Ranajit Malla
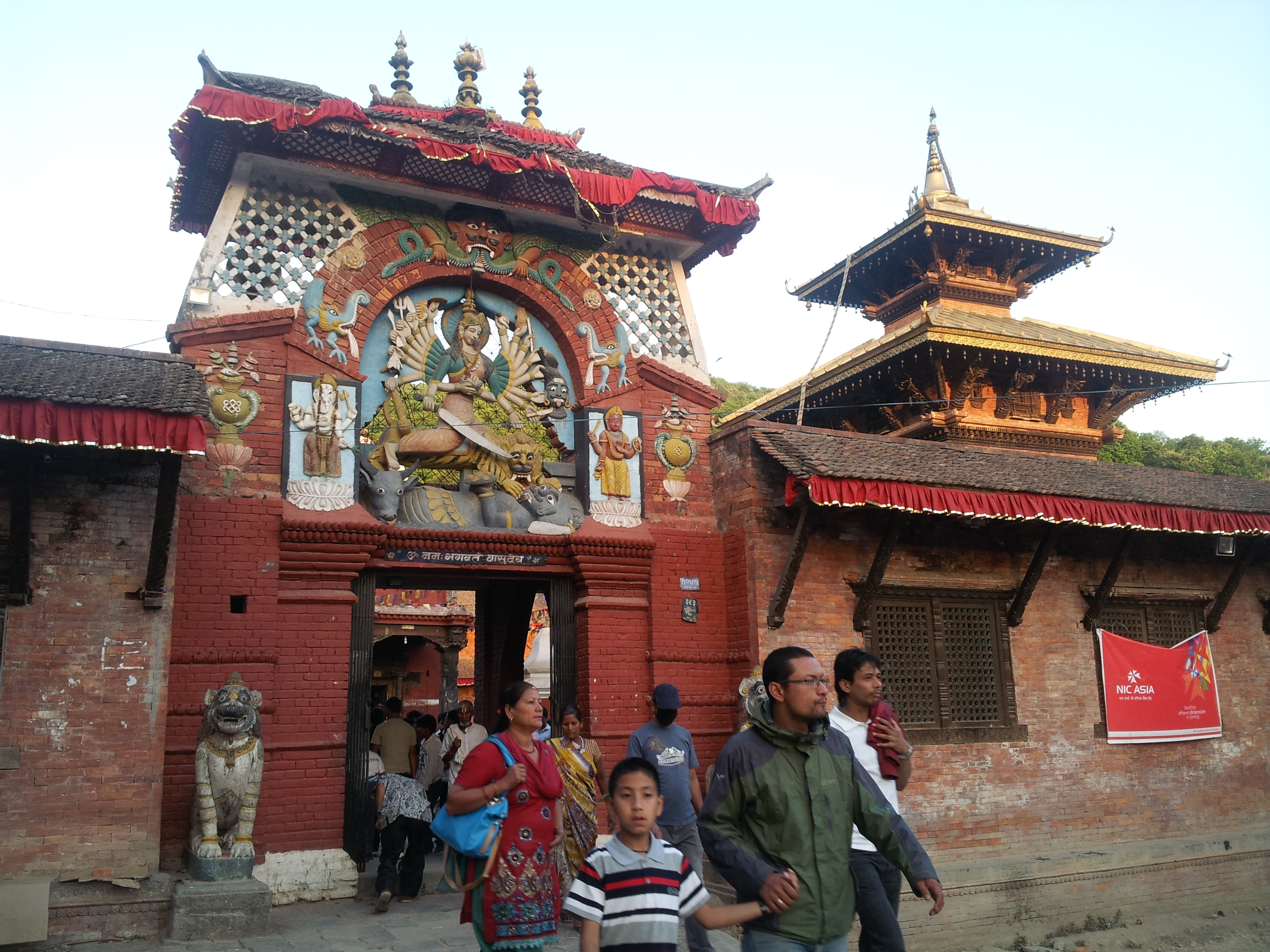
Entrance Gate of Chandeshwori Temple
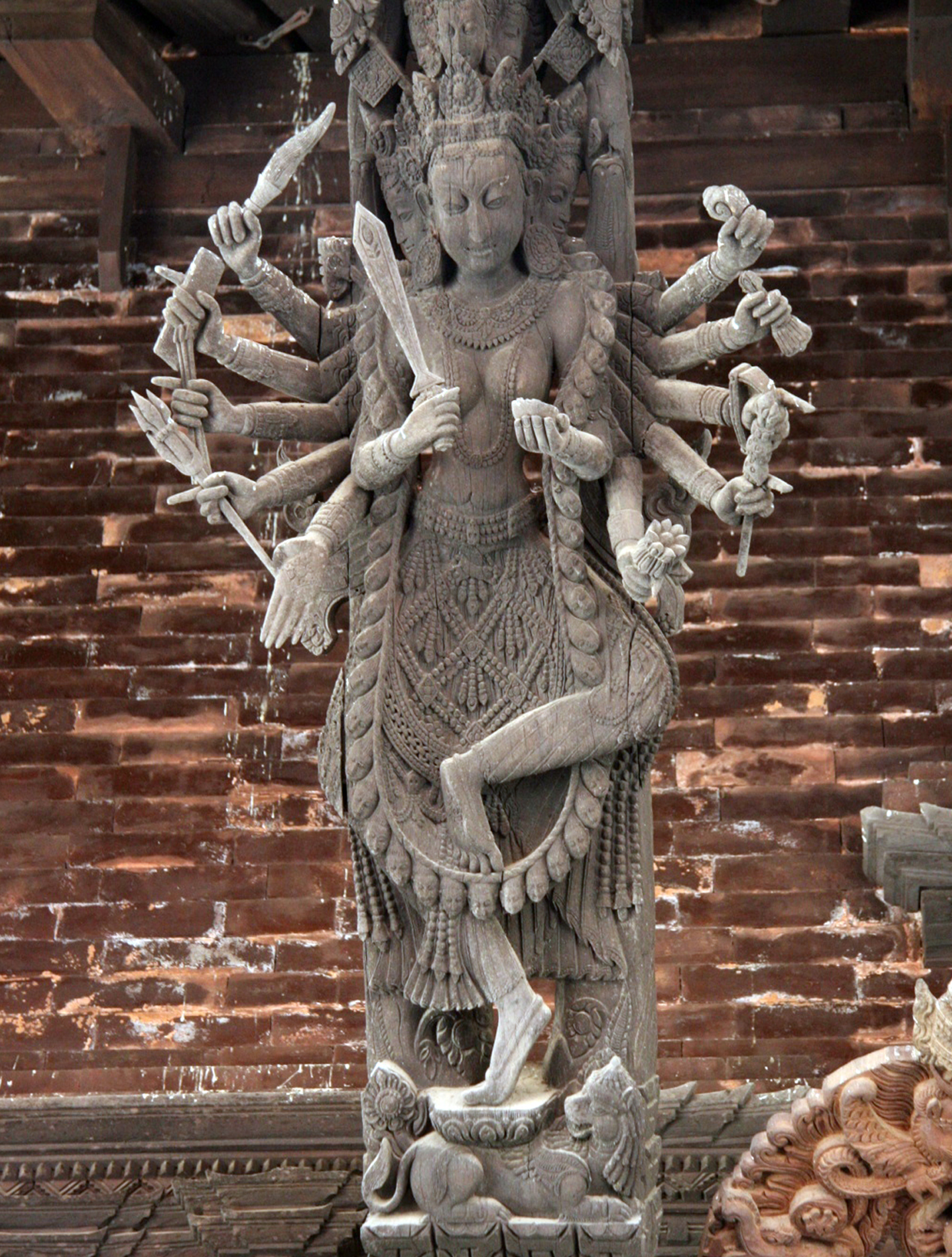
Wood carved roof decoration on the Chandeshwari Temple.
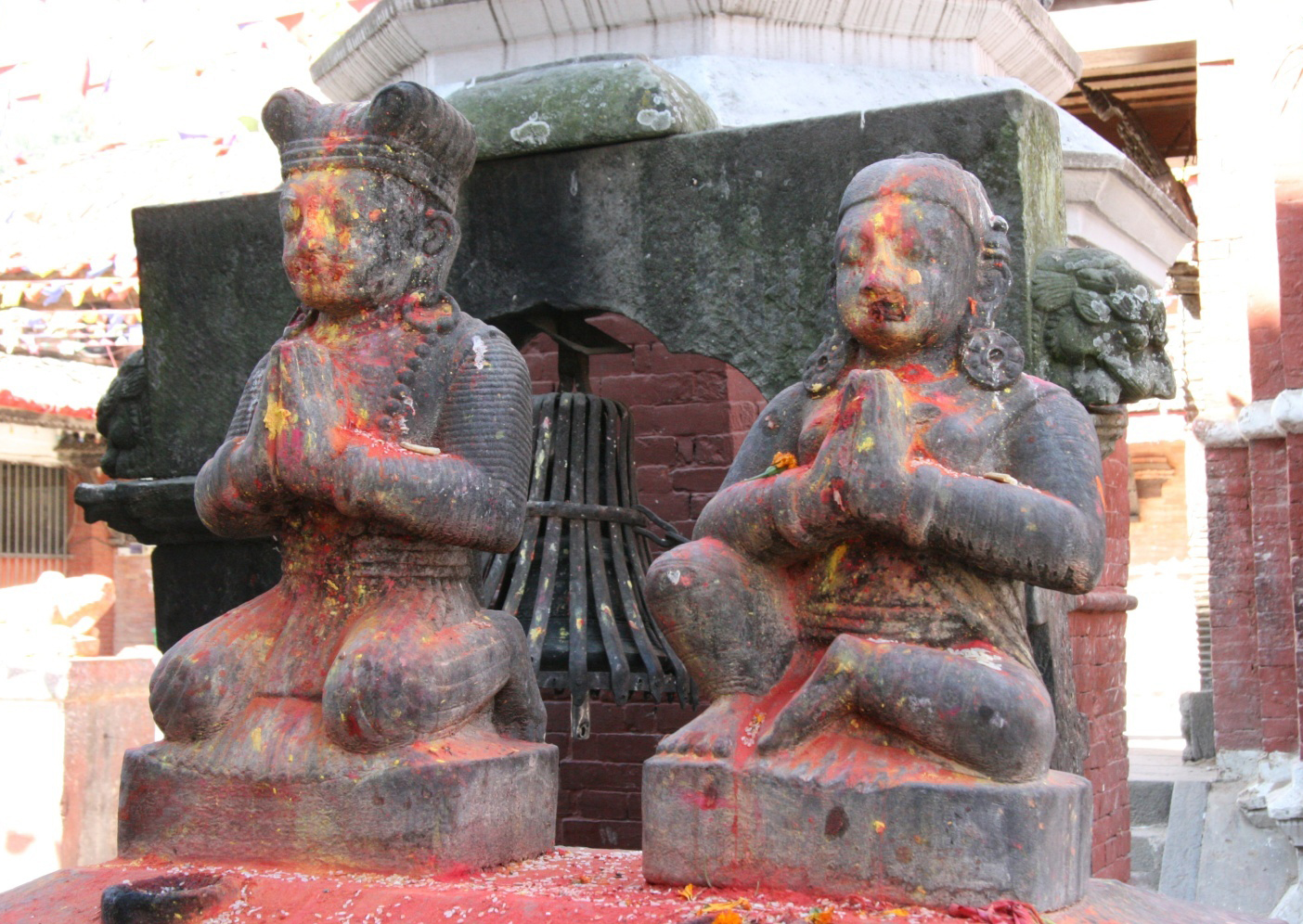
Malla king and queen doing Namaste (the ritual greeting) in front of the Chandeshwari Temple.
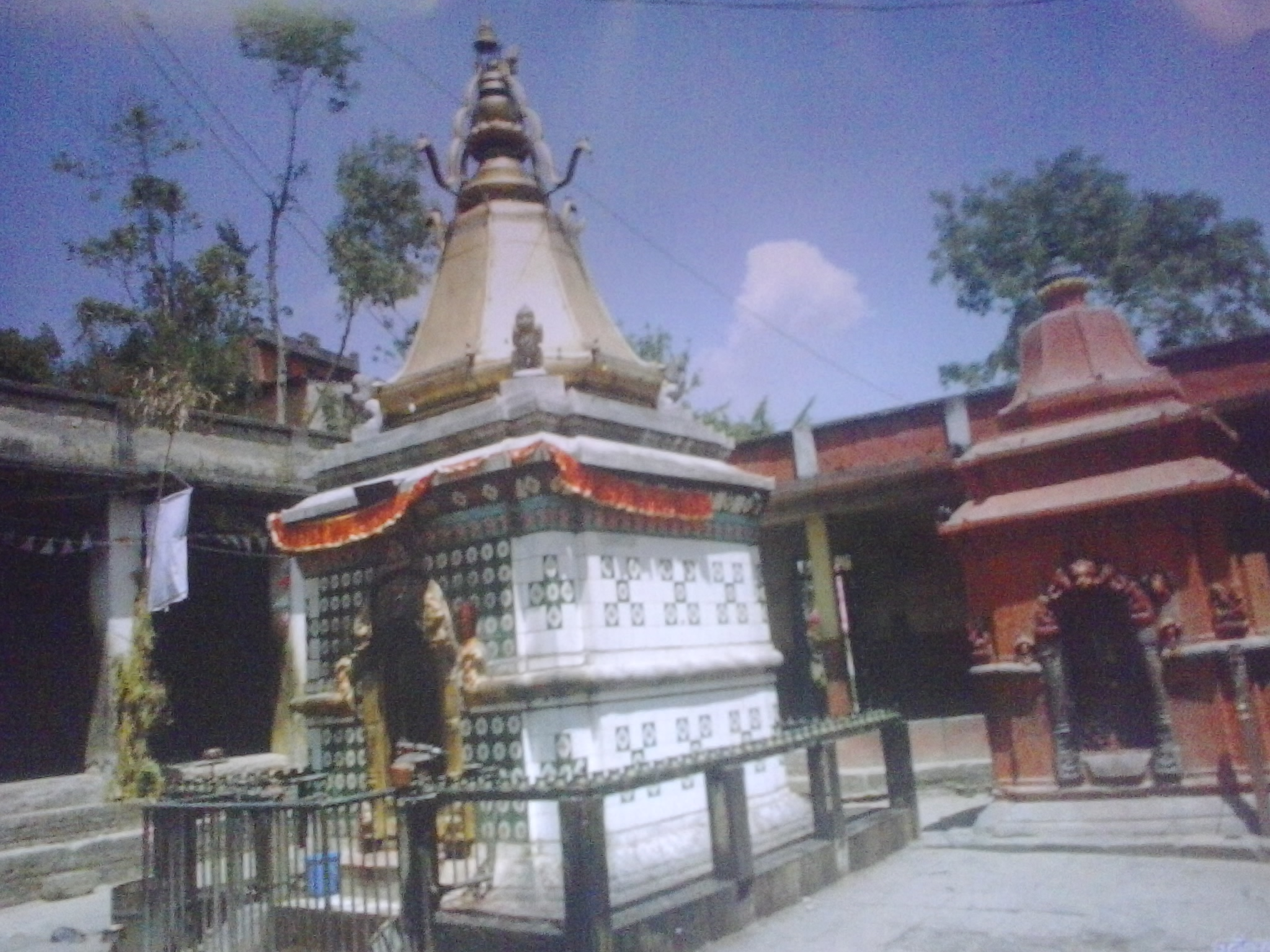
Dhaneshwor Temple